# 佩特拉科夫斯科耶湖
55°29′47″N 31°53′48″E / 55.49639°N 31.89667°E
佩特拉科夫斯科耶湖（俄语：Петраковское），是俄羅斯的湖泊，位於該國西部斯摩棱斯克州，由傑米多夫斯基區負責管轄，面積0.23平方公里，海拔高度172.2米，集水區面積198平方公里，平均水深1.7米，最大水深2.7米。